# شلومو عمار (سياسي)
شلومو عمار (بالعبرية: שלמה עמר‏) هو سياسي إسرائيلي، ولد في 24 نوفمبر 1935 في حيفا في إسرائيل. حزبياً، نشط في Yahad ‏. وقد انتخب عضو الكنيست ‏ (13 أغسطس 1984 – 21 نوفمبر 1988).